# Curimón (comuna)
Curimón fue una de las comunas que integró el antiguo departamento de Los Andes, en la provincia de Aconcagua.
En 1907, de acuerdo al censo de ese año, la comuna tenía una población de 5143 habitantes. Su territorio fue organizado por decreto del 22 de diciembre de 1891, a partir del territorio de las subdelegaciones San Rafael, Curimón y Panquehue.

## Historia
La comuna fue creada por decreto del 22 de diciembre de 1891, con el territorio de las subdelegaciones San Rafael, Curimón y Panquehue.
La comuna de Curimón fue suprimida mediante decreto N.º 2.996 del 31 de mayo de 1929, repartiéndose su territorio entre las comunas de San Felipe y Los Andes.